# 주기성 사지 운동 장애
주기성 사지 운동 장애(Periodic limb movement disorder, PLMD)는 예전에는 야간 근간대성경련이라는 명칭으로 알려져 있었으며, 수면 중에 팔다리를 비롯한 신체 일부가 불수의적이고 주기적으로 움직이는 수면장애이다.
주기성 사지 운동 장애는 하지불안증후군(Restless Leg Syndrome)과 혼동하지 말아야 한다. 하지불안증후군은 환자가 자발적으로 다리에 불쾌한 감각을 느끼는 데에 반해서, 주기성 사지 운동 장애는 비자발적인 운동 증상이며, 수면 중에 운동이 발생하기 때문에 환자는 스스로 그러한 운동이 발생하는 것을 모를 수도 있다.

## 증상
주기성 사지 운동 장애 환자는 수면 중에 사지에 움직임이 발생하는 증상으로 인하여 수면을 방해받으며 자신도 모르게 많은 횟수의 일시적인 각성을 경험한다. 따라서 잠을 오랜 시간 자도 양질의 숙면을 취하지 못하고 낮에도 극도의 졸음을 호소한다. 또한 잠이 드는 순간에 증상이 나타나면 증상을 스스로 인지하고 잠에서 깨어나기도 하며, 이 때문에 입면에 상당한 어려움을 호소하기도 한다.
환자는 수면 중에 20초~40초 간격의 주기적인 비자발적 사지 운동이 발생한다. 이 운동은 비-렘수면에서 주기적으로 발생하며 렘 수면에서는 근육 이완으로 인하여 운동이 발생하지 않는다.

## 진단
주기성 사지 운동 장애의 증상은 수면 중에 발생하기 때문에 환자들은 종종 자신이 낮에 극도의 졸음을 느끼는 원인을 모를 수도 있으며, 배우자나 침실파트너들의 관찰에 의해 비로소 주기성 사지 운동 장애의 증상을 알아차릴 수도 있다. 주기성 사지 운동 장애는 수면다원검사와 환자, 침실 파트너의 병력 청취에 의해 확진될 수 있다. 주기성 사지 운동 장애는 발목이나 발가락의 작은 움직임에서부터 사지의 격렬한 움직임까지 매우 다양한 양상을 보인다. 주로 발가락이 움찔 움직이거나 발목이 앞으로 꺾이는 경우가 많으며 혹은 다리를 차는 움직임(kicking)을 보이기도 한다. 손가락, 팔이 움직일 수도 있다. 때로는 하체나 상체 전체가 움직이기도 한다. 그러나 기본적으로 이 움직임들은 주로 사지(팔과 다리)에서 흔히 발생하며, 0.5초에서 5초까지 지속되는 움직임이 각각 5초에서 90초 사이의 주기를 두고 발생한다. 공식적인 주기성 사지 운동 장애 진단은 밤 동안 적어도 3번의 기간 이상, 한 기간에 수 분에서 수 시간 동안 이러한 운동이 지속되어, 30회 이상의 일시적인 각성이나 완전한 각성을 초래할 때에 내려진다.

## 원인
주기성 사지 운동 장애의 원인은 완전히 이해되고 있지는 않지만, 뇌의 신경전달물질인 도파민의 전달체계에 이상이 생겨서 발생한다고 보는 설이 유력하다고 여겨지고 있다.
또한 많은 경우에서 파킨슨병이나 기면증과 같은 의학적 문제를 지닌 환자들이 자주 호소하기도 한다.
주기성 사지 운동 장애의 위험요인은 철분 결핍, 주야간 교대근무, 코골이, 커피 섭취, 스트레스, 수면제, 그리고 벤조디아제핀 계열의 약 복용 등이 거론되고 있다. 여성의 경우에는 근골격계 질환, 심장병, 폐쇄성 수면무호흡증, 수면시간대와 가까운 시간에 신체활동, 정신질환 등이 주기성 사지 운동 장애 및 하지불안증후군과 높은 연관성이 있다고 추정되고 있다.
주기성 사지 운동 장애는 그 근본 원인을 알 수 없는 경우도 적지 않다.

## 빈도
주기성 사지 운동 장애는 전 성인인구(15-100세)의 4% 정도가 경험하고 있다고 추정되고 있다. 그러나 노년층 그리고 여성에게서 특히 빈발하며 노년층 여성들은 11%가 증상을 경험한다. 주기성 사지 운동 장애는 하지불안증후군과 매우 깊은 관계가 있으며 133명의 하지불안증후군 환자를 조사한 연구에 따르면 하지불안증후군 환자의 80%가 주기성 사지 운동 장애를 함께 가지고 있었다고 한다. 그러나, 주기성 사지 운동 장애 환자들은 하지불안증후군이 동반되어 있지 않은 경우가 많다. 즉, 하지불안증후군 환자들은 주기성 사지 운동 장애도 동반되어 있을 가능성이 매우 높지만, 주기성 사지 운동 장애 환자들은 하지불안증후군이 동반되어 있지 않은 경우가 더 많다.

## 치료
주기성 사지 운동 장애는 흔히 항파킨슨병 약물이나 항경련제, 벤조디아제핀 제제, 마약 성분의 약물 등의 복용으로 증상을 호전시킨다. 또한 카페인 섭취나 알코올 섭취, 항우울제 복용은 증상을 더 악화시키는 것으로 알려져 있다.
운동을 억제하기 위한 약으로는 비맥각(non-ergot) 도파민 효능 제제인 프라미펙솔(pramipexole) 이나 로피니롤(ropinirole) 이 선호된다.  이 약들은 종종 운동 증상과 각성을 경감시키며, 하지불안증후군에도 좋은 효과가 있다. 또한 클로나제팜(Clonazepam) 1mg의 복용이 객관적이고, 주관적으로 수면의 질을 향상시킬 수도 있다.

## 같이 보기
- 하지불안 증후군